# Saint-Germain-de-Fresney
Saint-Germain-de-Fresney é uma comuna francesa na região administrativa da Normandia, no departamento de Eure. Estende-se por uma área de 5,38 km². Em 2010 a comuna tinha 211 habitantes (densidade: 39,2 hab./km²).